# Rezolucja Rady Bezpieczeństwa ONZ nr 491
Rezolucja Rady Bezpieczeństwa ONZ nr 491 została przyjęta jednomyślnie 23 września 1981 r.
Po przeanalizowaniu wniosku Belize o członkostwo w Organizacji Narodów Zjednoczonych, Rada zaleciła Zgromadzeniu Ogólnemu przyjęcie tego państwa do swojego grona.

## Źródło
- UNSCR - Resolution 491